# Gladiolenstromabekertje
De gladiolenstromabekertje (Stromatinia gladioli) is een schimmel behorend tot de familie Sclerotiniaceae. Het is een biotrofe parasiet die bekend is van Crocus, Galanthus, Gladiolus, Freesia en Tritonia.

## Kenmerken
Het veroorzaakt bladvlekken met zwarte sclerotia. De asci meten 190-235 × 9 µm en de ascosporen meten 6-10 × 10-17 µm.

## Verspreiding
In Nederland komt het gladiolenstromabekertje uiterst zeldzaam voor.